# Equipos participantes en la Copa Mundial de Fútbol de 2014
La XX Copa Mundial de Fútbol se celebró en Brasil entre el 12 de junio y el 13 de julio de 2014. Para su fase final se clasificaron 32 selecciones. Dichas selecciones fueron divididas en 8 grupos de cuatro, para posteriormente proseguir por eliminación directa hasta determinar el campeón, que resultó ser la Selección de fútbol de Alemania.

## Equipos
Previamente, 202 equipos se inscribieron para el proceso clasificatorio de cada continente, clasificando finalmente: 13 equipos de Europa, 4 de Norteamérica (incluyendo uno a través de la repesca con Oceanía), 5 de África, 4 de Asia y 6 de Sudamérica (incluyendo al organizador, y más uno a través de la repesca con Asia). De éstos, solo habrá un equipo que participa por primera vez en estas instancias.

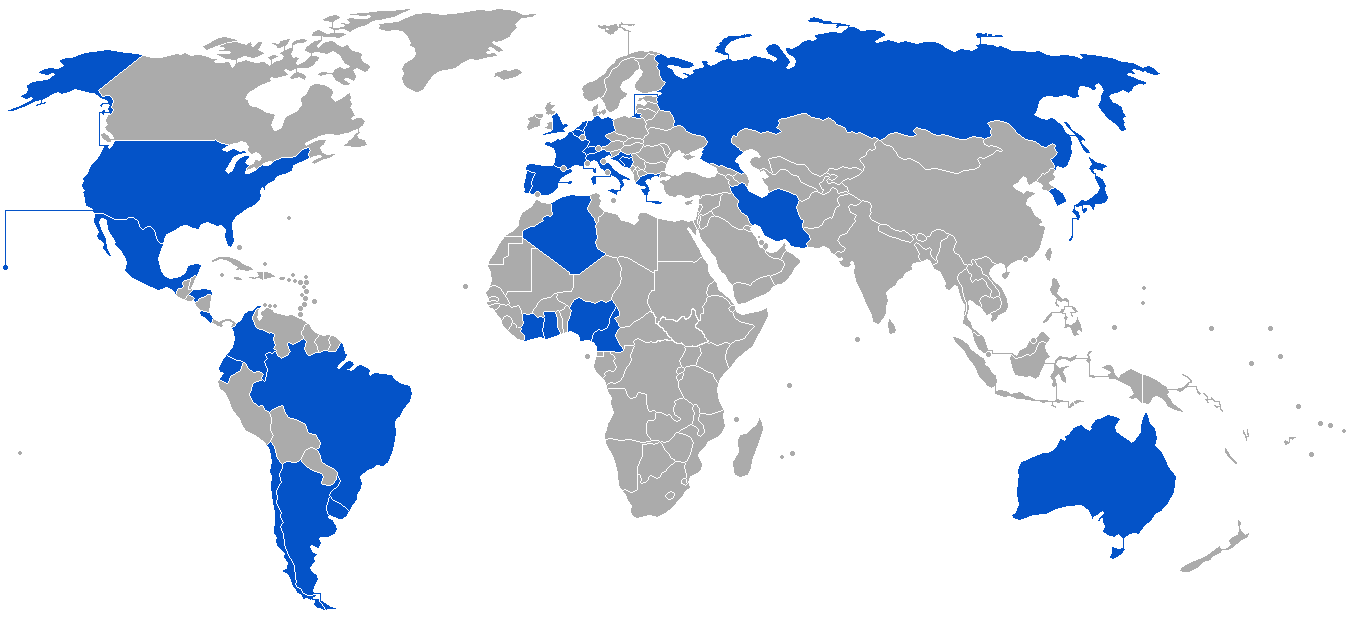
Países que clasificaron al torneo.

Los equipos participantes en dicho torneo son:
| Equipo (ver en detalle) | Equipo (ver en detalle) | Equipo (ver en detalle) | Participaciones | Participaciones | Participaciones |
| Equipo (ver en detalle) | Equipo (ver en detalle) | Equipo (ver en detalle) | Total           | Cons.           | Última          |
| ----------------------- | ----------------------- | ----------------------- | --------------- | --------------- | --------------- |
|                         | Alemania                | 3/3 estrellas           | 18              | 16              | 2010            |
|                         | Argelia                 |                         | 4               | 2               | 2010            |
|                         | Argentina               | 2/2 estrellas           | 16              | 11              | 2010            |
|                         | Australia               |                         | 4               | 3               | 2010            |
|                         | Bélgica                 |                         | 12              | 1               | 2002            |
|                         | Bosnia y Herzegovina    |                         | 1               | 1               | —               |
|                         | Brasil                  | 5/5 estrellas           | 20              | 20              | 2010            |
|                         | Camerún                 |                         | 7               | 2               | 2010            |
|                         | Chile                   |                         | 9               | 2               | 2010            |
|                         | Colombia                |                         | 5               | 1               | 1998            |
|                         | Corea del Sur           |                         | 9               | 8               | 2010            |
|                         | Costa de Marfil         |                         | 3               | 3               | 2010            |
|                         | Costa Rica              |                         | 4               | 1               | 2006            |
|                         | Croacia                 |                         | 4               | 1               | 2006            |
|                         | Ecuador                 |                         | 3               | 1               | 2006            |
|                         | España                  | 1/1 estrellas           | 14              | 10              | 2010            |
|                         | Estados Unidos          |                         | 10              | 7               | 2010            |
|                         | Francia                 | 1/1 estrellas           | 14              | 5               | 2010            |
|                         | Ghana                   |                         | 3               | 3               | 2010            |
|                         | Grecia                  |                         | 3               | 2               | 2010            |
|                         | Honduras                |                         | 3               | 2               | 2010            |
|                         | Inglaterra              | 1/1 estrellas           | 14              | 5               | 2010            |
|                         | Irán                    |                         | 4               | 1               | 2006            |
|                         | Italia                  | 4/4 estrellas           | 18              | 14              | 2010            |
|                         | Japón                   |                         | 5               | 5               | 2010            |
|                         | México                  |                         | 15              | 6               | 2010            |
|                         | Nigeria                 |                         | 5               | 2               | 2010            |
|                         | Países Bajos            |                         | 10              | 3               | 2010            |
|                         | Portugal                |                         | 6               | 4               | 2010            |
|                         | Rusia                   |                         | 10              | 1               | 2002            |
|                         | Suiza                   |                         | 10              | 3               | 2010            |
|                         | Uruguay                 | 2/2 estrellas           | 12              | 2               | 2010            |

## Lista de jugadores
Como en el Mundial de 2010, cada selección debe presentar para la Copa Mundial de 2014 a 23 jugadores (3 de los cuales deben ser guardametas). Cada asociación participante tiene que confirmar sus 23 jugadores hasta 10 días antes del inicio del torneo.
Los equipos están permitidos a realizar cambios de último momento por una lesión seria hasta 24 horas antes de su primer partido.
El italiano Gianluigi Buffon disputó su quinto mundial. El torneo contó con 5 futbolistas que llegaron al cuarto mundial que disputan: Iker Casillas y Xavi Hernández de España, el mexicano Rafael Márquez, el alemán Miroslav Klose y el estadounidense DaMarcus Beasley.

### Grupo  A

#### Brasil
| #     | Nombre              | Posición            | Edad                | PJ Sel              | G                   | Club                     |
| ----- | ------------------- | ------------------- | ------------------- | ------------------- | ------------------- | ------------------------ |
| 1     | Jefferson           | Portero             | 31                  | 9                   | 0                   | Botafogo                 |
| 2     | Dani Alves          | Defensa             | 31                  | 79                  | 6                   | Barcelona                |
| 3     | Thiago Silva        | Defensa             | 29                  | 52                  | 3                   | París Saint-Germain      |
| 4     | David Luiz          | Defensa             | 27                  | 43                  | 2                   | Chelsea                  |
| 5     | Fernandinho         | Centrocampista      | 29                  | 12                  | 2                   | Manchester City          |
| 6     | Marcelo             | Defensa             | 26                  | 37                  | 4                   | Real Madrid              |
| 7     | Hulk                | Delantero           | 27                  | 41                  | 9                   | Zenit de San Petersburgo |
| 8     | Paulinho            | Centrocampista      | 25                  | 32                  | 5                   | Tottenham Hotspur        |
| 9     | Fred                | Delantero           | 30                  | 39                  | 18                  | Fluminense               |
| 10    | Neymar              | Delantero           | 22                  | 54                  | 35                  | Barcelona                |
| 11    | Oscar               | Centrocampista      | 22                  | 38                  | 11                  | Chelsea                  |
| 12    | Júlio César         | Portero             | 34                  | 87                  | 0                   | Toronto                  |
| 13    | Dante               | Defensa             | 30                  | 13                  | 2                   | Bayern Múnich            |
| 14    | Maxwell             | Defensa             | 32                  | 10                  | 0                   | París Saint-Germain      |
| 15    | Henrique            | Defensa             | 27                  | 6                   | 0                   | Napoli                   |
| 16    | Ramires             | Centrocampista      | 27                  | 49                  | 4                   | Chelsea                  |
| 17    | Luiz Gustavo        | Centrocampista      | 26                  | 25                  | 1                   | Wolfsburgo               |
| 18    | Hernanes            | Centrocampista      | 29                  | 27                  | 2                   | Inter de Milán           |
| 19    | Willian             | Centrocampista      | 25                  | 12                  | 2                   | Chelsea                  |
| 20    | Bernard             | Delantero           | 21                  | 14                  | 1                   | Shakhtar Donetsk         |
| 21    | Jô                  | Delantero           | 27                  | 20                  | 5                   | Atlético Mineiro         |
| 22    | Victor              | Portero             | 31                  | 6                   | 0                   | Atlético Mineiro         |
| 23    | Maicon              | Defensa             | 32                  | 75                  | 7                   | Roma                     |
| D. T. | Luiz Felipe Scolari | Luiz Felipe Scolari | Luiz Felipe Scolari | Luiz Felipe Scolari | Luiz Felipe Scolari | Luiz Felipe Scolari      |

#### Croacia
| #     | Nombre              | Posición       | Edad       | PJ Sel     | G          | Club             |
| ----- | ------------------- | -------------- | ---------- | ---------- | ---------- | ---------------- |
| 1     | Stipe Pletikosa     | Portero        | 35         | 114        | 0          | Rostov           |
| 2     | Šime Vrsaljko       | Defensa        | 22         | 9          | 0          | Genoa            |
| 3     | Danijel Pranjić     | Defensa        | 32         | 52         | 0          | Panathinaikos    |
| 4     | Ivan Perišić        | Centrocampista | 25         | 32         | 5          | Wolfsburgo       |
| 5     | Vedran Ćorluka      | Defensa        | 28         | 75         | 4          | Lokomotiv Moscú  |
| 6     | Dejan Lovren        | Defensa        | 24         | 28         | 2          | Southampton      |
| 7     | Ivan Rakitić        | Centrocampista | 26         | 65         | 9          | Sevilla          |
| 8     | Ognjen Vukojević    | Centrocampista | 30         | 55         | 4          | Dinamo de Kiev   |
| 9     | Nikica Jelavić      | Delantero      | 28         | 35         | 6          | Hull City        |
| 10    | Luka Modrić         | Centrocampista | 28         | 78         | 8          | Real Madrid      |
| 11    | Darijo Srna         | Defensa        | 32         | 115        | 21         | Shakhtar Donetsk |
| 12    | Oliver Zelenika     | Portero        | 21         | 0          | 0          | Lokomotiva       |
| 13    | Gordon Schildenfeld | Defensa        | 29         | 21         | 0          | Panathinaikos    |
| 14    | Marcelo Brozović    | Centrocampista | 21         | 2          | 0          | Dinamo Zagreb    |
| 15    | Milan Badelj        | Centrocampista | 25         | 9          | 1          | Hamburgo         |
| 16    | Ante Rebić          | Delantero      | 20         | 8          | 1          | Fiorentina       |
| 17    | Mario Mandžukić     | Delantero      | 28         | 52         | 15         | Bayern Múnich    |
| 18    | Ivica Olić          | Delantero      | 34         | 95         | 19         | Wolfsburgo       |
| 19    | Sammir              | Centrocampista | 27         | 7          | 0          | Getafe           |
| 20    | Mateo Kovačić       | Centrocampista | 20         | 13         | 0          | Inter de Milán   |
| 21    | Domagoj Vida        | Defensa        | 25         | 23         | 1          | Dinamo de Kiev   |
| 22    | Eduardo             | Delantero      | 31         | 64         | 29         | Shakhtar Donetsk |
| 23    | Danijel Subašić     | Portero        | 29         | 6          | 0          | Mónaco           |
| D. T. | Niko Kovač          | Niko Kovač     | Niko Kovač | Niko Kovač | Niko Kovač | Niko Kovač       |

#### México
| #     | Nombre               | Posición       | Edad           | PJ Sel         | G              | Club              |
| ----- | -------------------- | -------------- | -------------- | -------------- | -------------- | ----------------- |
| 1     | José de Jesús Corona | Portero        | 33             | 33             | 0              | Cruz Azul         |
| 2     | Francisco Rodríguez  | Defensa        | 32             | 97             | 1              | América           |
| 3     | Carlos Salcido       | Defensa        | 34             | 122            | 10             | Tigres UANL       |
| 4     | Rafael Márquez       | Defensa        | 35             | 124            | 16             | León              |
| 5     | Diego Reyes          | Defensa        | 21             | 15             | 0              | Porto             |
| 6     | Héctor Herrera       | Centrocampista | 24             | 17             | 0              | Porto             |
| 7     | Miguel Layún         | Defensa        | 25             | 17             | 2              | América           |
| 8     | Marco Fabián         | Centrocampista | 24             | 18             | 5              | Cruz Azul         |
| 9     | Raúl Jiménez         | Delantero      | 23             | 24             | 4              | América           |
| 10    | Giovani dos Santos   | Delantero      | 25             | 78             | 16             | Villareal         |
| 11    | Alan Pulido          | Delantero      | 23             | 6              | 4              | Tigres UANL       |
| 12    | Alfredo Talavera     | Portero        | 31             | 14             | 0              | Toluca            |
| 13    | Guillermo Ochoa      | Portero        | 28             | 61             | 0              | Ajaccio           |
| 14    | Javier Hernández     | Delantero      | 26             | 66             | 36             | Manchester United |
| 15    | Héctor Moreno        | Defensa        | 26             | 57             | 1              | Español           |
| 16    | Miguel Ángel Ponce   | Centrocampista | 25             | 7              | 0              | Toluca            |
| 17    | Isaac Brizuela       | Centrocampista | 23             | 7              | 0              | Toluca            |
| 18    | Andrés Guardado      | Defensa        | 27             | 106            | 15             | Bayer Leverkusen  |
| 19    | Oribe Peralta        | Delantero      | 30             | 32             | 16             | Santos Laguna     |
| 20    | Javier Aquino        | Centrocampista | 24             | 23             | 0              | Villarreal        |
| 21    | Carlos Peña          | Centrocampista | 24             | 15             | 1              | León              |
| 22    | Paul Aguilar         | Defensa        | 28             | 32             | 3              | América           |
| 23    | José Juan Vázquez    | Centrocampista | 26             | 8              | 0              | León              |
| D. T. | Miguel Herrera       | Miguel Herrera | Miguel Herrera | Miguel Herrera | Miguel Herrera | Miguel Herrera    |

#### Camerún
| #     | Nombre              | Posición       | Edad         | PJ Sel       | G            | Club                 |
| ----- | ------------------- | -------------- | ------------ | ------------ | ------------ | -------------------- |
| 1     | Loïc Feudjou        | Portero        | 22           | 2            | 0            | Cotonsport Garoua    |
| 2     | Benoît Assou-Ekotto | Defensa        | 30           | 24           | 0            | Queens Park Rangers  |
| 3     | Nicolas N'Koulou    | Defensa        | 24           | 51           | 0            | Marsella             |
| 4     | Cédric Djeugoué     | Defensa        | 21           | 4            | 0            | Cotonsport Garoua    |
| 5     | Dany Nounkeu        | Defensa        | 28           | 18           | 0            | Besiktas             |
| 6     | Alexandre Song      | Centrocampista | 26           | 49           | 0            | Barcelona            |
| 7     | Landry N'Guémo      | Centrocampista | 28           | 41           | 2            | Girondins de Burdeos |
| 8     | Benjamin Moukandjo  | Delantero      | 25           | 20           | 2            | Nancy                |
| 9     | Samuel Eto'o        | Delantero      | 33           | 118          | 55           | Chelsea              |
| 10    | Vincent Aboubakar   | Delantero      | 22           | 27           | 2            | Lorient              |
| 11    | Jean Makoun         | Centrocampista | 31           | 68           | 5            | Stade Rennais        |
| 12    | Henri Bedimo        | Defensa        | 30           | 32           | 0            | Lyon                 |
| 13    | Eric Choupo-Moting  | Delantero      | 25           | 29           | 13           | Mainz 05             |
| 14    | Aurélien Chedjou    | Defensa        | 28           | 32           | 1            | Galatasaray          |
| 15    | Pierre Webó         | Delantero      | 32           | 58           | 19           | Fenerbahce           |
| 16    | Charles Itandje     | Portero        | 31           | 12           | 0            | Konyaspor            |
| 17    | Stéphane M'Bia      | Centrocampista | 28           | 52           | 3            | Sevilla              |
| 18    | Eyong Enoh          | Centrocampista | 28           | 39           | 2            | Antalyaspor          |
| 19    | Fabrice Olinga      | Delantero      | 18           | 8            | 1            | Zulte Waregem        |
| 20    | Edgar Salli         | Centrocampista | 21           | 11           | 1            | Lens                 |
| 21    | Joël Matip          | Centrocampista | 22           | 25           | 1            | Schalke              |
| 22    | Allam Nyom          | Defensa        | 26           | 11           | 0            | Granada              |
| 23    | Sammy N'Djock       | Portero        | 24           | 3            | 0            | Fethiyespor          |
| D. T. | Volker Finke        | Volker Finke   | Volker Finke | Volker Finke | Volker Finke | Volker Finke         |

### Grupo B

#### España
| #     | Nombre             | Posición           | Edad               | PJ Sel             | G                  | Club               |
| ----- | ------------------ | ------------------ | ------------------ | ------------------ | ------------------ | ------------------ |
| 1     | Iker Casillas      | Portero            | 33                 | 156                | 0                  | Real Madrid        |
| 2     | Raúl Albiol        | Defensa            | 28                 | 47                 | 0                  | Napoli             |
| 3     | Gerard Piqué       | Defensa            | 27                 | 61                 | 4                  | Barcelona          |
| 4     | Javi Martínez      | Defensa            | 25                 | 18                 | 0                  | Bayern Múnich      |
| 5     | Juanfran           | Defensa            | 29                 | 9                  | 1                  | Atlético de Madrid |
| 6     | Andrés Iniesta     | Centrocampista     | 30                 | 100                | 12                 | Barcelona          |
| 7     | David Villa        | Delantero          | 32                 | 97                 | 59                 | Atlético de Madrid |
| 8     | Xavi Hernández     | Centrocampista     | 34                 | 133                | 12                 | Barcelona          |
| 9     | Fernando Torres    | Delantero          | 30                 | 110                | 37                 | Chelsea            |
| 10    | Cesc Fàbregas      | Centrocampista     | 27                 | 91                 | 13                 | Barcelona          |
| 11    | Pedro Rodríguez    | Delantero          | 26                 | 42                 | 14                 | Barcelona          |
| 12    | David de Gea       | Portero            | 23                 | 1                  | 0                  | Manchester United  |
| 13    | Juan Mata          | Centrocampista     | 26                 | 34                 | 10                 | Manchester United  |
| 14    | Xabi Alonso        | Centrocampista     | 32                 | 113                | 16                 | Real Madrid        |
| 15    | Sergio Ramos       | Defensa            | 28                 | 119                | 9                  | Real Madrid        |
| 16    | Sergio Busquets    | Centrocampista     | 25                 | 68                 | 0                  | Barcelona          |
| 17    | Koke               | Centrocampista     | 22                 | 10                 | 0                  | Atlético de Madrid |
| 18    | Jordi Alba         | Defensa            | 25                 | 29                 | 5                  | Barcelona          |
| 19    | Diego Costa        | Delantero          | 25                 | 6                  | 0                  | Atlético de Madrid |
| 20    | Santi Cazorla      | Centrocampista     | 29                 | 66                 | 11                 | Arsenal            |
| 21    | David Silva        | Centrocampista     | 28                 | 83                 | 20                 | Manchester City    |
| 22    | César Azpilicueta  | Defensa            | 24                 | 8                  | 0                  | Chelsea            |
| 23    | Pepe Reina         | Portero            | 31                 | 33                 | 0                  | Napoli             |
| D. T. | Vicente del Bosque | Vicente del Bosque | Vicente del Bosque | Vicente del Bosque | Vicente del Bosque | Vicente del Bosque |

#### Países Bajos
| #     | Nombre              | Posición       | Edad           | PJ Sel         | G              | Club              |
| ----- | ------------------- | -------------- | -------------- | -------------- | -------------- | ----------------- |
| 1     | Jasper Cillessen    | Portero        | 25             | 15             | 0              | Ajax              |
| 2     | Ron Vlaar           | Defensa        | 29             | 31             | 1              | Aston Villa       |
| 3     | Stefan de Vrij      | Defensa        | 22             | 19             | 1              | Feyenoord         |
| 4     | Bruno Martins Indi  | Defensa        | 22             | 22             | 2              | Feyenoord         |
| 5     | Daley Blind         | Defensa        | 24             | 19             | 1              | Ajax              |
| 6     | Nigel de Jong       | Centrocampista | 29             | 76             | 1              | Milán             |
| 7     | Daryl Janmaat       | Defensa        | 24             | 21             | 0              | Feyenoord         |
| 8     | Jonathan de Guzmán  | Centrocampista | 26             | 13             | 0              | Swansea City      |
| 9     | Robin van Persie    | Delantero      | 30             | 91             | 47             | Manchester United |
| 10    | Wesley Sneijder     | Centrocampista | 30             | 105            | 27             | Galatasaray       |
| 11    | Arjen Robben        | Delantero      | 30             | 82             | 26             | Bayern Múnich     |
| 12    | Paul Verhaegh       | Defensa        | 30             | 3              | 0              | Augsburgo         |
| 13    | Joël Veltman        | Defensa        | 22             | 4              | 0              | Ajax              |
| 14    | Terence Kongolo     | Defensa        | 20             | 2              | 0              | Feyenoord         |
| 15    | Dirk Kuyt           | Delantero      | 33             | 103            | 24             | Fenerbahce        |
| 16    | Jordy Clasie        | Centrocampista | 22             | 10             | 0              | Feyenoord         |
| 17    | Jeremain Lens       | Delantero      | 26             | 26             | 8              | Dinamo de Kiev    |
| 18    | Leroy Fer           | Centrocampista | 24             | 7              | 1              | Norwich City      |
| 19    | Klaas-Jan Huntelaar | Delantero      | 30             | 65             | 35             | Schalke           |
| 20    | Georginio Wijnaldum | Centrocampista | 23             | 12             | 2              | PSV Eindhoven     |
| 21    | Memphis Depay       | Delantero      | 20             | 10             | 2              | PSV Eindhoven     |
| 22    | Michel Vorm         | Portero        | 30             | 15             | 0              | Swansea City      |
| 23    | Tim Krul            | Portero        | 26             | 6              | 0              | Newcastle United  |
| D. T. | Louis van Gaal      | Louis van Gaal | Louis van Gaal | Louis van Gaal | Louis van Gaal | Louis van Gaal    |

#### Chile
| #     | Nombre                | Posición       | Edad           | PJ Sel         | G              | Club                 |
| ----- | --------------------- | -------------- | -------------- | -------------- | -------------- | -------------------- |
| 1     | Claudio Bravo         | Portero        | 31             | 79             | 0              | Real Sociedad        |
| 2     | Eugenio Mena          | Defensa        | 25             | 25             | 3              | Santos               |
| 3     | Miiko Albornoz        | Defensa        | 23             | 2              | 1              | Malmö                |
| 4     | Mauricio Isla         | Defensa        | 26             | 47             | 2              | Juventus             |
| 5     | Francisco Silva       | Centrocampista | 28             | 12             | 0              | Osasuna              |
| 6     | Carlos Carmona        | Centrocampista | 27             | 45             | 1              | Atalanta             |
| 7     | Alexis Sánchez        | Delantero      | 25             | 67             | 22             | Barcelona            |
| 8     | Arturo Vidal          | Centrocampista | 27             | 54             | 8              | Juventus             |
| 9     | Mauricio Pinilla      | Delantero      | 30             | 26             | 5              | Cagliari             |
| 10    | Jorge Valdivia        | Centrocampista | 30             | 57             | 4              | Palmeiras            |
| 11    | Eduardo Vargas        | Delantero      | 24             | 30             | 14             | Valencia             |
| 12    | Cristopher Toselli    | Portero        | 25             | 4              | 0              | Universidad Católica |
| 13    | José Rojas            | Defensa        | 30             | 19             | 1              | Universidad de Chile |
| 14    | Fabián Orellana       | Delantero      | 28             | 26             | 2              | Celta de Vigo        |
| 15    | Jean Beausejour       | Centrocampista | 30             | 60             | 5              | Wigan Athletic       |
| 16    | Felipe Gutiérrez      | Centrocampista | 23             | 18             | 1              | Twente               |
| 17    | Gary Medel            | Defensa        | 26             | 61             | 5              | Cardiff City         |
| 18    | Gonzalo Jara          | Defensa        | 28             | 65             | 3              | Nottingham Forest    |
| 19    | José Pedro Fuenzalida | Centrocampista | 29             | 23             | 1              | Colo-Colo            |
| 20    | Charles Aránguiz      | Centrocampista | 25             | 21             | 2              | Internacional        |
| 21    | Marcelo Díaz          | Centrocampista | 27             | 21             | 1              | Basilea              |
| 22    | Esteban Paredes       | Delantero      | 33             | 35             | 10             | Colo-Colo            |
| 23    | Johnny Herrera        | Portero        | 33             | 8              | 0              | Universidad de Chile |
| D. T. | Jorge Sampaoli        | Jorge Sampaoli | Jorge Sampaoli | Jorge Sampaoli | Jorge Sampaoli | Jorge Sampaoli       |

#### Australia
| #     | Nombre             | Posición         | Edad             | PJ Sel           | G                | Club                     |
| ----- | ------------------ | ---------------- | ---------------- | ---------------- | ---------------- | ------------------------ |
| 1     | Mathew Ryan        | Portero          | 22               | 7                | 0                | Brujas                   |
| 2     | Ivan Franjić       | Defensa          | 26               | 9                | 0                | Brisbane Roar            |
| 3     | Jason Davidson     | Defensa          | 22               | 7                | 0                | Heracles                 |
| 4     | Tim Cahill         | Delantero        | 34               | 69               | 32               | New York Red Bulls       |
| 5     | Mark Milligan      | Centrocampista   | 28               | 29               | 2                | Melbourne Victory        |
| 6     | Matthew Špiranović | Defensa          | 25               | 18               | 0                | Western Sydney Wanderers |
| 7     | Mathew Leckie      | Delantero        | 23               | 8                | 1                | Fráncfort                |
| 8     | Bailey Wright      | Defensa          | 21               | 0                | 0                | Preston North End        |
| 9     | Adam Taggart       | Delantero        | 21               | 5                | 3                | Newcastle Jets           |
| 10    | Ben Halloran       | Delantero        | 21               | 2                | 0                | Fortuna Düsseldorf       |
| 11    | Tommy Oar          | Centrocampista   | 22               | 15               | 1                | Utrecht                  |
| 12    | Mitchell Langerak  | Portero          | 25               | 3                | 0                | Borussia Dortmund        |
| 13    | Oliver Bozanić     | Centrocampista   | 25               | 3                | 0                | Lucerna                  |
| 14    | James Troisi       | Centrocampista   | 25               | 11               | 1                | Melbourne Victory        |
| 15    | Mile Jedinak       | Centrocampista   | 29               | 44               | 4                | Crystal Palace           |
| 16    | James Holland      | Centrocampista   | 25               | 14               | 0                | Austria Viena            |
| 17    | Matt McKay         | Centrocampista   | 31               | 47               | 1                | Brisbane Roar            |
| 18    | Eugene Galeković   | Portero          | 33               | 8                | 0                | Adelaide United          |
| 19    | Ryan McGowan       | Defensa          | 24               | 9                | 0                | Shandong Luneng          |
| 20    | Dario Vidošić      | Centrocampista   | 27               | 23               | 2                | Sion                     |
| 21    | Massimo Luongo     | Centrocampista   | 21               | 1                | 0                | Swindon Town             |
| 22    | Alex Wilkinson     | Defensa          | 29               | 3                | 0                | Jeonbuk Hyundai Motors   |
| 23    | Mark Bresciano     | Centrocampista   | 34               | 74               | 13               | Al-Gharafa               |
| D. T. | Ange Postecoglou   | Ange Postecoglou | Ange Postecoglou | Ange Postecoglou | Ange Postecoglou | Ange Postecoglou         |

### Grupo C

#### Colombia
| #     | Nombre                  | Posición       | Edad          | PJ Sel        | G             | Club              |
| ----- | ----------------------- | -------------- | ------------- | ------------- | ------------- | ----------------- |
| 1     | David Ospina            | Portero        | 25            | 44            | 0             | Niza              |
| 2     | Cristian Zapata         | Defensa        | 27            | 24            | 0             | Milán             |
| 3     | Mario Yepes             | Defensa        | 38            | 98            | 6             | Atalanta          |
| 4     | Santiago Arias          | Defensa        | 22            | 6             | 0             | PSV Eindhoven     |
| 5     | Carlos Carbonero        | Centrocampista | 23            | 1             | 0             | River Plate       |
| 6     | Carlos Sánchez          | Centrocampista | 28            | 44            | 0             | Elche             |
| 7     | Pablo Armero            | Defensa        | 27            | 53            | 1             | West Ham United   |
| 8     | Abel Aguilar            | Centrocampista | 29            | 49            | 5             | Toulouse          |
| 9     | Teófilo Gutiérrez       | Delantero      | 29            | 30            | 12            | River Plate       |
| 10    | James Rodríguez         | Centrocampista | 22            | 22            | 5             | Mónaco            |
| 11    | Juan Guillermo Cuadrado | Centrocampista | 26            | 28            | 4             | Fiorentina        |
| 12    | Camilo Vargas           | Portero        | 25            | 0             | 0             | Santa Fe          |
| 13    | Freddy Guarín           | Centrocampista | 27            | 49            | 4             | Inter de Milán    |
| 14    | Víctor Ibarbo           | Delantero      | 24            | 9             | 1             | Cagliari          |
| 15    | Alexander Mejía         | Centrocampista | 25            | 8             | 0             | Atlético Nacional |
| 16    | Éder Álvarez Balanta    | Defensa        | 21            | 3             | 0             | River Plate       |
| 17    | Carlos Bacca            | Delantero      | 27            | 11            | 3             | Sevilla           |
| 18    | Camilo Zúñiga           | Defensa        | 28            | 50            | 1             | Napoli            |
| 19    | Adrián Ramos            | Delantero      | 28            | 26            | 2             | Hertha Berlín     |
| 20    | Juan Fernando Quintero  | Centrocampista | 21            | 4             | 0             | Porto             |
| 21    | Jackson Martínez        | Delantero      | 27            | 27            | 8             | Porto             |
| 22    | Faryd Mondragón         | Portero        | 42            | 50            | 0             | Deportivo Cali    |
| 23    | Carlos Valdés           | Defensa        | 29            | 14            | 2             | San Lorenzo       |
| D. T. | José Pékerman           | José Pékerman  | José Pékerman | José Pékerman | José Pékerman | José Pékerman     |

#### Grecia
| #     | Nombre                     | Posición        | Edad            | PJ Sel          | G               | Club              |
| ----- | -------------------------- | --------------- | --------------- | --------------- | --------------- | ----------------- |
| 1     | Orestis Karnezis           | Portero         | 28              | 19              | 0               | Granada           |
| 2     | Giannis Maniatis           | Centrocampista  | 27              | 30              | 0               | Olympiacos        |
| 3     | Georgios Tzavelas          | Defensa         | 26              | 13              | 0               | PAOK Salónica     |
| 4     | Konstantinos Manolas       | Defensa         | 22              | 9               | 0               | Olympiacos        |
| 5     | Vangelis Moras             | Defensa         | 32              | 19              | 0               | Hellas Verona     |
| 6     | Alexandros Tziolis         | Centrocampista  | 29              | 49              | 1               | Kayserispor       |
| 7     | Georgios Samaras           | Delantero       | 29              | 73              | 8               | Celtic            |
| 8     | Panagiotis Kone            | Centrocampista  | 26              | 16              | 1               | Bologna           |
| 9     | Konstantinos Mitroglou     | Delantero       | 26              | 32              | 8               | Fulham            |
| 10    | Giorgos Karagounis         | Centrocampista  | 37              | 135             | 10              | Fulham            |
| 11    | Loukas Vyntra              | Defensa         | 33              | 50              | 0               | Levante           |
| 12    | Panagiotis Glykos          | Portero         | 27              | 2               | 0               | PAOK Salónica     |
| 13    | Stefanos Kapino            | Portero         | 20              | 2               | 0               | Panathinaikos     |
| 14    | Dimitris Salpingidis       | Delantero       | 32              | 76              | 13              | PAOK Salónica     |
| 15    | Vasilis Torosidis          | Defensa         | 29              | 66              | 7               | Roma              |
| 16    | Lazaros Christodoulopoulos | Centrocampista  | 27              | 19              | 1               | Bologna           |
| 17    | Theofanis Gekas            | Delantero       | 34              | 72              | 24              | Konyaspor         |
| 18    | Ioannis Fetfatzidis        | Delantero       | 23              | 19              | 3               | Genoa             |
| 19    | Sokratis Papastathopoulos  | Defensa         | 26              | 47              | 0               | Borussia Dortmund |
| 20    | José Holebas               | Defensa         | 29              | 22              | 1               | Olympiacos        |
| 21    | Kostas Katsouranis         | Centrocampista  | 34              | 111             | 10              | PAOK Salónica     |
| 22    | Andreas Samaris            | Centrocampista  | 24              | 5               | 0               | Olympiacos        |
| 23    | Panagiotis Tachtsidis      | Centrocampista  | 23              | 6               | 0               | Torino            |
| D. T. | Fernando Santos            | Fernando Santos | Fernando Santos | Fernando Santos | Fernando Santos | Fernando Santos   |

#### Costa de Marfil
| #     | Nombre               | Posición       | Edad           | PJ Sel         | G              | Club                |
| ----- | -------------------- | -------------- | -------------- | -------------- | -------------- | ------------------- |
| 1     | Boubacar Barry       | Portero        | 34             | 77             | 0              | Lokeren             |
| 2     | Ousmane Diarrassouba | Defensa        | 27             | 1              | 0              | Çaykur Rizespor     |
| 3     | Arthur Boka          | Defensa        | 31             | 78             | 1              | Stuttgart           |
| 4     | Kolo Touré           | Defensa        | 33             | 107            | 6              | Liverpool           |
| 5     | Didier Zokora        | Defensa        | 33             | 119            | 1              | Trabzonspor         |
| 6     | Mathis Bolly         | Centrocampista | 23             | 4              | 0              | Fortuna Düsseldorf  |
| 7     | Jean-Daniel Akpa     | Defensa        | 21             | 1              | 0              | Toulouse            |
| 8     | Salomon Kalou        | Delantero      | 28             | 67             | 22             | Lille               |
| 9     | Cheick Tioté         | Centrocampista | 27             | 43             | 1              | Newcastle United    |
| 10    | Gervinho             | Delantero      | 27             | 53             | 14             | Roma                |
| 11    | Didier Drogba        | Delantero      | 36             | 101            | 63             | Galatasaray         |
| 12    | Wilfried Bony        | Delantero      | 25             | 24             | 8              | Swansea City        |
| 13    | Didier Ya Konan      | Centrocampista | 30             | 25             | 7              | Hannover 96         |
| 14    | Ismaël Diomandé      | Centrocampista | 21             | 2              | 0              | Saint-Étienne       |
| 15    | Max Gradel           | Centrocampista | 26             | 26             | 3              | Saint-Étienne       |
| 16    | Sylvain Gbohouo      | Portero        | 25             | 2              | 0              | Séwé Sport          |
| 17    | Serge Aurier         | Defensa        | 21             | 8              | 0              | Toulouse            |
| 18    | Constant Djakpa      | Defensa        | 27             | 5              | 0              | Eintracht Fráncfort |
| 19    | Yaya Touré           | Centrocampista | 31             | 82             | 16             | Manchester City     |
| 20    | Serey Dié            | Centrocampista | 29             | 7              | 0              | Basilea             |
| 21    | Giovanni Sio         | Delantero      | 25             | 7              | 0              | Basilea             |
| 22    | Souleymane Bamba     | Defensa        | 29             | 43             | 2              | Trabzonspor         |
| 23    | Sayouba Mandé        | Portero        | 20             | 1              | 0              | Stabæk              |
| D. T. | Sabri Lamouchi       | Sabri Lamouchi | Sabri Lamouchi | Sabri Lamouchi | Sabri Lamouchi | Sabri Lamouchi      |

#### Japón
| #     | Nombre             | Posición           | Edad               | PJ Sel             | G                  | Club                |
| ----- | ------------------ | ------------------ | ------------------ | ------------------ | ------------------ | ------------------- |
| 1     | Eiji Kawashima     | Portero            | 31                 | 56                 | 0                  | Standard Lieja      |
| 2     | Atsuto Uchida      | Defensa            | 26                 | 68                 | 2                  | Schalke 04          |
| 3     | Gotoku Sakai       | Defensa            | 23                 | 12                 | 0                  | Stuttgart           |
| 4     | Keisuke Honda      | Delantero          | 27                 | 56                 | 22                 | Milán               |
| 5     | Yuto Nagatomo      | Defensa            | 27                 | 70                 | 3                  | Inter de Milán      |
| 6     | Masato Morishige   | Defensa            | 27                 | 10                 | 1                  | Tokyo               |
| 7     | Yasuhito Endo      | Centrocampista     | 34                 | 144                | 12                 | Gamba Osaka         |
| 8     | Hiroshi Kiyotake   | Delantero          | 24                 | 25                 | 1                  | Núremberg           |
| 9     | Shinji Okazaki     | Delantero          | 28                 | 76                 | 38                 | Mainz 05            |
| 10    | Shinji Kagawa      | Delantero          | 25                 | 57                 | 19                 | Manchester United   |
| 11    | Yoichiro Kakitani  | Delantero          | 24                 | 12                 | 5                  | Cerezo Osaka        |
| 12    | Shusaku Nishikawa  | Portero            | 27                 | 13                 | 0                  | Urawa Red Diamonds  |
| 13    | Yoshito Okubo      | Delantero          | 32                 | 57                 | 6                  | Kawasaki Frontale   |
| 14    | Toshihiro Aoyama   | Centrocampista     | 28                 | 6                  | 0                  | Sanfrecce Hiroshima |
| 15    | Yasuyuki Konno     | Defensa            | 31                 | 81                 | 1                  | Gamba Osaka         |
| 16    | Hotaru Yamaguchi   | Centrocampista     | 23                 | 12                 | 0                  | Cerezo Osaka        |
| 17    | Makoto Hasebe      | Centrocampista     | 30                 | 78                 | 2                  | Núremberg           |
| 18    | Yuya Osako         | Delantero          | 24                 | 9                  | 3                  | 1860 Múnich         |
| 19    | Masahiko Inoha     | Defensa            | 28                 | 21                 | 1                  | Júbilo Iwata        |
| 20    | Manabu Saito       | Delantero          | 24                 | 5                  | 1                  | Yokohama F. Marinos |
| 21    | Hiroki Sakai       | Defensa            | 24                 | 18                 | 0                  | Hannover 96         |
| 22    | Maya Yoshida       | Defensa            | 25                 | 41                 | 2                  | Southampton         |
| 23    | Shuichi Gonda      | Portero            | 25                 | 2                  | 0                  | Tokyo               |
| D. T. | Alberto Zaccheroni | Alberto Zaccheroni | Alberto Zaccheroni | Alberto Zaccheroni | Alberto Zaccheroni | Alberto Zaccheroni  |

### Grupo D

#### Uruguay
| #     | Nombre                   | Posición                 | Edad                     | PJ Sel                   | G                        | Club                     |
| ----- | ------------------------ | ------------------------ | ------------------------ | ------------------------ | ------------------------ | ------------------------ |
| 1     | Fernando Muslera         | Portero                  | 27                       | 58                       | 0                        | Galatasaray              |
| 2     | Diego Lugano             | Defensa                  | 33                       | 94                       | 9                        | West Bromwich Albion     |
| 3     | Diego Godín              | Defensa                  | 28                       | 77                       | 3                        | Atlético de Madrid       |
| 4     | Jorge Fucile             | Defensa                  | 29                       | 42                       | 0                        | Porto                    |
| 5     | Walter Gargano           | Centrocampista           | 29                       | 63                       | 1                        | Parma                    |
| 6     | Álvaro Pereira           | Centrocampista           | 28                       | 57                       | 6                        | São Paulo                |
| 7     | Cristian Rodríguez       | Centrocampista           | 28                       | 73                       | 8                        | Atlético de Madrid       |
| 8     | Abel Hernández           | Delantero                | 23                       | 12                       | 7                        | Palermo                  |
| 9     | Luis Suárez              | Delantero                | 27                       | 77                       | 39                       | Liverpool                |
| 10    | Diego Forlán             | Delantero                | 35                       | 110                      | 36                       | Cerezo Osaka             |
| 11    | Cristhian Stuani         | Delantero                | 27                       | 10                       | 4                        | Español                  |
| 12    | Rodrigo Muñoz            | Portero                  | 32                       | 0                        | 0                        | Libertad                 |
| 13    | José María Giménez       | Defensa                  | 19                       | 6                        | 0                        | Atlético de Madrid       |
| 14    | Nicolás Lodeiro          | Centrocampista           | 25                       | 26                       | 3                        | Botafogo                 |
| 15    | Diego Pérez              | Centrocampista           | 34                       | 89                       | 2                        | Bologna                  |
| 16    | Maximiliano Pereira      | Defensa                  | 30                       | 90                       | 3                        | Benfica                  |
| 17    | Egidio Arévalo Ríos      | Centrocampista           | 32                       | 55                       | 0                        | Monarcas Morelia         |
| 18    | Gastón Ramírez           | Centrocampista           | 23                       | 29                       | 0                        | Southampton              |
| 19    | Sebastián Coates         | Defensa                  | 23                       | 15                       | 0                        | Nacional                 |
| 20    | Álvaro González          | Centrocampista           | 29                       | 43                       | 2                        | Lazio                    |
| 21    | Edinson Cavani           | Delantero                | 27                       | 62                       | 21                       | Paris Saint-Germain      |
| 22    | Martín Cáceres           | Defensa                  | 27                       | 57                       | 1                        | Juventus                 |
| 23    | Martín Silva             | Portero                  | 31                       | 4                        | 0                        | Vasco da Gama            |
| D. T. | Óscar Washington Tabárez | Óscar Washington Tabárez | Óscar Washington Tabárez | Óscar Washington Tabárez | Óscar Washington Tabárez | Óscar Washington Tabárez |

#### Costa Rica
| #     | Nombre                 | Posición         | Edad             | PJ Sel           | G                | Club               |
| ----- | ---------------------- | ---------------- | ---------------- | ---------------- | ---------------- | ------------------ |
| 1     | Keylor Navas           | Portero          | 27               | 53               | 0                | Levante            |
| 2     | Johnny Acosta          | Defensa          | 30               | 26               | 1                | Alajuelense        |
| 3     | Giancarlo González     | Defensa          | 26               | 35               | 2                | Columbus Crew      |
| 4     | Michael Umaña          | Defensa          | 31               | 82               | 1                | Saprissa           |
| 5     | Celso Borges           | Centrocampista   | 26               | 62               | 14               | AIK Estocolmo      |
| 6     | Óscar Duarte           | Defensa          | 25               | 11               | 0                | Brujas             |
| 7     | Christian Bolaños      | Centrocampista   | 30               | 55               | 2                | Copenhague         |
| 8     | Dave Myrie             | Defensa          | 26               | 12               | 0                | Herediano          |
| 9     | Joel Campbell          | Delantero        | 21               | 33               | 9                | Olympiacos         |
| 10    | Bryan Ruiz             | Delantero        | 28               | 63               | 13               | PSV Eindhoven      |
| 11    | Michael Barrantes      | Centrocampista   | 30               | 50               | 4                | Aalesund           |
| 12    | Waylon Francis         | Defensa          | 23               | 1                | 0                | Columbus Crew      |
| 13    | Óscar Esteban Granados | Centrocampista   | 28               | 11               | 0                | Herediano          |
| 14    | Randall Brenes         | Delantero        | 30               | 40               | 8                | Cartaginés         |
| 15    | Júnior Díaz            | Defensa          | 30               | 62               | 1                | Mainz 05           |
| 16    | Cristian Gamboa        | Defensa          | 24               | 25               | 1                | Rosenborg          |
| 17    | Yeltsin Tejeda         | Centrocampista   | 22               | 22               | 0                | Saprissa           |
| 18    | Patrick Pemberton      | Portero          | 32               | 21               | 0                | Alajuelense        |
| 19    | Roy Miller             | Defensa          | 29               | 47               | 1                | New York Red Bulls |
| 20    | Diego Calvo            | Centrocampista   | 23               | 10               | 1                | Valerenga          |
| 21    | Marco Ureña            | Delantero        | 24               | 24               | 7                | Kuban Krasnodar    |
| 22    | José Miguel Cubero     | Centrocampista   | 27               | 36               | 2                | Herediano          |
| 23    | Daniel Cambronero      | Portero          | 28               | 2                | 0                | Herediano          |
| D. T. | Jorge Luis Pinto       | Jorge Luis Pinto | Jorge Luis Pinto | Jorge Luis Pinto | Jorge Luis Pinto | Jorge Luis Pinto   |

#### Inglaterra
| #     | Nombre                  | Posición       | Edad        | PJ Sel      | G           | Club                 |
| ----- | ----------------------- | -------------- | ----------- | ----------- | ----------- | -------------------- |
| 1     | Joe Hart                | Portero        | 27          | 41          | 0           | Manchester City      |
| 2     | Glen Johnson            | Defensa        | 29          | 52          | 1           | Liverpool            |
| 3     | Leighton Baines         | Defensa        | 29          | 24          | 1           | Everton              |
| 4     | Steven Gerrard          | Centrocampista | 34          | 111         | 21          | Liverpool            |
| 5     | Gary Cahill             | Defensa        | 28          | 24          | 3           | Chelsea              |
| 6     | Phil Jagielka           | Defensa        | 31          | 26          | 2           | Everton              |
| 7     | Jack Wilshere           | Centrocampista | 22          | 18          | 0           | Arsenal              |
| 8     | Frank Lampard           | Centrocampista | 35          | 105         | 29          | Chelsea              |
| 9     | Daniel Sturridge        | Delantero      | 24          | 12          | 4           | Liverpool            |
| 10    | Wayne Rooney            | Delantero      | 28          | 92          | 39          | Manchester United    |
| 11    | Danny Welbeck           | Delantero      | 23          | 24          | 8           | Manchester United    |
| 12    | Chris Smalling          | Defensa        | 24          | 12          | 0           | Manchester United    |
| 13    | Ben Foster              | Portero        | 31          | 7           | 0           | West Bromwich Albion |
| 14    | Jordan Henderson        | Centrocampista | 23          | 11          | 0           | Liverpool            |
| 15    | Alex Oxlade-Chamberlain | Centrocampista | 20          | 15          | 3           | Arsenal              |
| 16    | Phil Jones              | Defensa        | 22          | 10          | 0           | Manchester United    |
| 17    | James Milner            | Centrocampista | 28          | 47          | 1           | Manchester City      |
| 18    | Rickie Lambert          | Delantero      | 32          | 6           | 3           | Southampton          |
| 19    | Raheem Sterling         | Centrocampista | 19          | 4           | 0           | Liverpool            |
| 20    | Adam Lallana            | Centrocampista | 26          | 6           | 0           | Southampton          |
| 21    | Ross Barkley            | Centrocampista | 20          | 6           | 0           | Everton              |
| 22    | Fraser Forster          | Portero        | 26          | 2           | 0           | Celtic               |
| 23    | Luke Shaw               | Defensa        | 18          | 2           | 0           | Southampton          |
| D. T. | Roy Hodgson             | Roy Hodgson    | Roy Hodgson | Roy Hodgson | Roy Hodgson | Roy Hodgson          |

#### Italia
| #     | Nombre            | Posición         | Edad             | PJ Sel           | G                | Club                |
| ----- | ----------------- | ---------------- | ---------------- | ---------------- | ---------------- | ------------------- |
| 1     | Gianluigi Buffon  | Portero          | 36               | 140              | 0                | Juventus            |
| 2     | Mattia De Sciglio | Defensa          | 21               | 11               | 0                | Milán               |
| 3     | Giorgio Chiellini | Defensa          | 29               | 68               | 4                | Juventus            |
| 4     | Matteo Darmian    | Defensa          | 24               | 1                | 0                | Torino              |
| 5     | Thiago Motta      | Centrocampista   | 31               | 22               | 1                | París Saint-Germain |
| 6     | Antonio Candreva  | Centrocampista   | 27               | 20               | 0                | Lazio               |
| 7     | Ignazio Abate     | Defensa          | 27               | 20               | 1                | Milán               |
| 8     | Claudio Marchisio | Centrocampista   | 28               | 44               | 3                | Juventus            |
| 9     | Mario Balotelli   | Delantero        | 23               | 30               | 12               | Milán               |
| 10    | Antonio Cassano   | Delantero        | 31               | 37               | 10               | Parma               |
| 11    | Alessio Cerci     | Delantero        | 26               | 12               | 0                | Torino              |
| 12    | Salvatore Sirigu  | Portero          | 27               | 8                | 0                | París Saint-Germain |
| 13    | Mattia Perin      | Portero          | 21               | 0                | 0                | Genoa               |
| 14    | Alberto Aquilani  | Centrocampista   | 29               | 35               | 5                | Fiorentina          |
| 15    | Andrea Barzagli   | Defensa          | 33               | 47               | 0                | Juventus            |
| 16    | Daniele De Rossi  | Centrocampista   | 30               | 95               | 15               | Roma                |
| 17    | Ciro Immobile     | Delantero        | 24               | 2                | 0                | Torino              |
| 18    | Marco Parolo      | Centrocampista   | 29               | 4                | 0                | Parma               |
| 19    | Leonardo Bonucci  | Defensa          | 27               | 37               | 2                | Juventus            |
| 20    | Gabriel Paletta   | Defensa          | 28               | 2                | 0                | Parma               |
| 21    | Andrea Pirlo      | Centrocampista   | 35               | 109              | 13               | Juventus            |
| 22    | Lorenzo Insigne   | Delantero        | 23               | 5                | 1                | Napoli              |
| 23    | Marco Verratti    | Centrocampista   | 21               | 6                | 1                | París Saint-Germain |
| D. T. | Cesare Prandelli  | Cesare Prandelli | Cesare Prandelli | Cesare Prandelli | Cesare Prandelli | Cesare Prandelli    |

### Grupo E

#### Suiza
| #     | Nombre               | Posición        | Edad            | PJ Sel          | G               | Club                     |
| ----- | -------------------- | --------------- | --------------- | --------------- | --------------- | ------------------------ |
| 1     | Diego Benaglio       | Portero         | 30              | 57              | 0               | Wolfsburgo               |
| 2     | Stephan Lichtsteiner | Defensa         | 30              | 63              | 5               | Juventus                 |
| 3     | Reto Ziegler         | Defensa         | 28              | 35              | 1               | Sassuolo                 |
| 4     | Philippe Senderos    | Defensa         | 29              | 53              | 5               | Valencia                 |
| 5     | Steve Von Bergen     | Defensa         | 31              | 41              | 0               | Young Boys               |
| 6     | Michael Lang         | Defensa         | 23              | 6               | 1               | Grasshopper              |
| 7     | Tranquillo Barnetta  | Centrocampista  | 29              | 74              | 10              | Eintracht Frankfurt      |
| 8     | Gökhan İnler         | Centrocampista  | 29              | 73              | 6               | Napoli                   |
| 9     | Haris Seferović      | Delantero       | 22              | 11              | 1               | Real Sociedad            |
| 10    | Granit Xhaka         | Centrocampista  | 21              | 26              | 4               | Borussia Mönchengladbach |
| 11    | Valon Behrami        | Centrocampista  | 29              | 48              | 2               | Napoli                   |
| 12    | Yann Sommer          | Portero         | 25              | 6               | 0               | Basilea                  |
| 13    | Ricardo Rodríguez    | Defensa         | 21              | 21              | 0               | Wolfsburgo               |
| 14    | Valentin Stocker     | Centrocampista  | 25              | 24              | 3               | Basilea                  |
| 15    | Blerim Džemaili      | Centrocampista  | 28              | 34              | 1               | Napoli                   |
| 16    | Gelson Fernandes     | Centrocampista  | 27              | 47              | 2               | Friburgo                 |
| 17    | Mario Gavranović     | Delantero       | 24              | 11              | 4               | Zúrich                   |
| 18    | Admir Mehmedi        | Delantero       | 23              | 21              | 1               | Friburgo                 |
| 19    | Josip Drmić          | Delantero       | 21              | 7               | 3               | Núremberg                |
| 20    | Johan Djourou        | Defensa         | 27              | 44              | 1               | Hamburgo                 |
| 21    | Roman Bürki          | Portero         | 23              | 0               | 0               | Grasshopper              |
| 22    | Fabian Schär         | Defensa         | 22              | 6               | 3               | Basilea                  |
| 23    | Xherdan Shaqiri      | Centrocampista  | 22              | 33              | 9               | Bayern Múnich            |
| D. T. | Ottmar Hitzfeld      | Ottmar Hitzfeld | Ottmar Hitzfeld | Ottmar Hitzfeld | Ottmar Hitzfeld | Ottmar Hitzfeld          |

#### Ecuador
| #     | Nombre              | Posición       | Edad           | PJ Sel         | G              | Club              |
| ----- | ------------------- | -------------- | -------------- | -------------- | -------------- | ----------------- |
| 1     | Máximo Banguera     | Portero        | 28             | 25             | 0              | Barcelona         |
| 2     | Jorge Guagua        | Defensa        | 32             | 59             | 2              | Emelec            |
| 3     | Frickson Erazo      | Defensa        | 26             | 37             | 1              | Flamengo          |
| 4     | Juan Carlos Paredes | Defensa        | 26             | 38             | 0              | Barcelona         |
| 5     | Renato Ibarra       | Centrocampista | 23             | 19             | 0              | Vitesse           |
| 6     | Christian Noboa     | Centrocampista | 29             | 42             | 2              | Dinamo Moscú      |
| 7     | Jefferson Montero   | Centrocampista | 24             | 40             | 8              | Monarcas Morelia  |
| 8     | Édison Méndez       | Centrocampista | 35             | 111            | 18             | Santa Fe          |
| 9     | Joao Rojas          | Delantero      | 24             | 30             | 2              | Cruz Azul         |
| 10    | Walter Ayoví        | Centrocampista | 34             | 90             | 8              | Pachuca           |
| 11    | Felipe Caicedo      | Delantero      | 25             | 50             | 15             | Al-Jazira         |
| 12    | Adrián Bone         | Portero        | 25             | 3              | 0              | El Nacional       |
| 13    | Enner Valencia      | Delantero      | 24             | 10             | 4              | Pachuca           |
| 14    | Oswaldo Minda       | Centrocampista | 30             | 16             | 0              | Chivas USA        |
| 15    | Michael Arroyo      | Centrocampista | 27             | 20             | 3              | Atlante           |
| 16    | Antonio Valencia    | Centrocampista | 28             | 71             | 8              | Manchester United |
| 17    | Jaime Ayoví         | Delantero      | 26             | 30             | 9              | Tijuana           |
| 18    | Óscar Bagüí         | Defensa        | 31             | 21             | 0              | Emelec            |
| 19    | Luis Saritama       | Centrocampista | 30             | 49             | 0              | Barcelona         |
| 20    | Fidel Martínez      | Centrocampista | 24             | 8              | 2              | Tijuana           |
| 21    | Gabriel Achilier    | Defensa        | 29             | 23             | 0              | Emelec            |
| 22    | Alexander Domínguez | Portero        | 27             | 18             | 0              | Liga de Quito     |
| 23    | Carlos Gruezo       | Centrocampista | 19             | 3              | 0              | Stuttgart         |
| D. T. | Reinaldo Rueda      | Reinaldo Rueda | Reinaldo Rueda | Reinaldo Rueda | Reinaldo Rueda | Reinaldo Rueda    |

#### Francia
| #     | Nombre              | Posición         | Edad             | PJ Sel           | G                | Club                  |
| ----- | ------------------- | ---------------- | ---------------- | ---------------- | ---------------- | --------------------- |
| 1     | Hugo Lloris         | Portero          | 27               | 57               | 0                | Tottenham Hotspur     |
| 2     | Mathieu Debuchy     | Defensa          | 28               | 21               | 2                | Newcastle United      |
| 3     | Patrice Evra        | Defensa          | 33               | 58               | 0                | Manchester United     |
| 4     | Raphaël Varane      | Defensa          | 21               | 6                | 0                | Real Madrid           |
| 5     | Mamadou Sakho       | Defensa          | 24               | 19               | 2                | Liverpool             |
| 6     | Yohan Cabaye        | Centrocampista   | 28               | 30               | 3                | París Saint-Germain   |
| 7     | Rémy Cabella        | Delantero        | 24               | 1                | 0                | Montpellier           |
| 8     | Mathieu Valbuena    | Centrocampista   | 29               | 34               | 5                | Olympique de Marsella |
| 9     | Olivier Giroud      | Delantero        | 27               | 30               | 8                | Arsenal               |
| 10    | Karim Benzema       | Delantero        | 26               | 66               | 21               | Real Madrid           |
| 11    | Antoine Griezmann   | Delantero        | 23               | 4                | 3                | Real Sociedad         |
| 12    | Rio Mavuba          | Centrocampista   | 30               | 12               | 0                | Lille                 |
| 13    | Eliaquim Mangala    | Defensa          | 23               | 3                | 0                | Porto                 |
| 14    | Blaise Matuidi      | Centrocampista   | 27               | 23               | 3                | París Saint-Germain   |
| 15    | Bacary Sagna        | Defensa          | 31               | 41               | 0                | Arsenal               |
| 16    | Stéphane Ruffier    | Portero          | 27               | 2                | 0                | Saint-Étienne         |
| 17    | Lucas Digne         | Defensa          | 20               | 2                | 0                | París Saint-Germain   |
| 18    | Moussa Sissoko      | Centrocampista   | 24               | 17               | 0                | Newcastle United      |
| 19    | Paul Pogba          | Centrocampista   | 21               | 11               | 2                | Juventus              |
| 20    | Loïc Rémy           | Delantero        | 27               | 25               | 5                | Newcastle United      |
| 21    | Laurent Koscielny   | Defensa          | 28               | 17               | 0                | Arsenal               |
| 22    | Morgan Schneiderlin | Centrocampista   | 24               | 1                | 0                | Southampton           |
| 23    | Mickaël Landreau    | Portero          | 35               | 11               | 0                | Bastia                |
| D. T. | Didier Deschamps    | Didier Deschamps | Didier Deschamps | Didier Deschamps | Didier Deschamps | Didier Deschamps      |

#### Honduras
| #     | Nombre                | Posición             | Edad                 | PJ Sel               | G                    | Club                   |
| ----- | --------------------- | -------------------- | -------------------- | -------------------- | -------------------- | ---------------------- |
| 1     | Luis López            | Portero              | 20                   | 0                    | 0                    | Real España            |
| 2     | Osman Chávez          | Defensa              | 29                   | 54                   | 0                    | Qingdao Jonoon         |
| 3     | Maynor Figueroa       | Defensa              | 31                   | 104                  | 3                    | Hull City              |
| 4     | Juan Pablo Montes     | Defensa              | 28                   | 11                   | 1                    | Motagua                |
| 5     | Víctor Bernárdez      | Defensa              | 32                   | 77                   | 3                    | San Jose Earthquakes   |
| 6     | Juan Carlos García    | Defensa              | 26                   | 36                   | 1                    | Wigan Athletic         |
| 7     | Emilio Izaguirre      | Defensa              | 28                   | 66                   | 1                    | Celtic                 |
| 8     | Wilson Palacios       | Centrocampista       | 29                   | 94                   | 5                    | Stoke City             |
| 9     | Jerry Palacios        | Delantero            | 32                   | 24                   | 5                    | Alajuelense            |
| 10    | Mario Martínez        | Centrocampista       | 24                   | 37                   | 3                    | Real España            |
| 11    | Jerry Bengtson        | Delantero            | 27                   | 44                   | 19                   | New England Revolution |
| 12    | Edder Delgado         | Centrocampista       | 27                   | 27                   | 0                    | Real España            |
| 13    | Carlo Costly          | Delantero            | 31                   | 69                   | 31                   | Real España            |
| 14    | Boniek García         | Centrocampista       | 29                   | 90                   | 2                    | Houston Dynamo         |
| 15    | Roger Espinoza        | Centrocampista       | 27                   | 42                   | 4                    | Wigan Athletic         |
| 16    | Rony Martínez         | Delantero            | 26                   | 9                    | 1                    | Real Sociedad          |
| 17    | Andy Najar            | Centrocampista       | 21                   | 18                   | 1                    | Anderlecht             |
| 18    | Noel Valladares       | Portero              | 37                   | 120                  | 0                    | Olimpia                |
| 19    | Luis Fernando Garrido | Centrocampista       | 23                   | 20                   | 0                    | Olimpia                |
| 20    | Jorge Claros          | Centrocampista       | 28                   | 50                   | 3                    | Motagua                |
| 21    | Brayan Beckeles       | Defensa              | 28                   | 24                   | 1                    | Olimpia                |
| 22    | Donis Escober         | Portero              | 33                   | 20                   | 0                    | Olimpia                |
| 23    | Marvin Chávez         | Centrocampista       | 30                   | 42                   | 4                    | Chivas USA             |
| D. T. | Luis Fernando Suárez  | Luis Fernando Suárez | Luis Fernando Suárez | Luis Fernando Suárez | Luis Fernando Suárez | Luis Fernando Suárez   |

### Grupo F

#### Argentina
| #     | Nombre             | Posición          | Edad              | PJ Sel            | G                 | Club                |
| ----- | ------------------ | ----------------- | ----------------- | ----------------- | ----------------- | ------------------- |
| 1     | Sergio Romero      | Portero           | 27                | 47                | 0                 | Mónaco              |
| 2     | Ezequiel Garay     | Defensa           | 27                | 18                | 0                 | Benfica             |
| 3     | Hugo Campagnaro    | Defensa           | 33                | 15                | 0                 | Inter de Milán      |
| 4     | Pablo Zabaleta     | Defensa           | 29                | 36                | 0                 | Manchester City     |
| 5     | Fernando Gago      | Centrocampista    | 28                | 49                | 0                 | Boca Juniors        |
| 6     | Lucas Biglia       | Centrocampista    | 28                | 19                | 0                 | Lazio               |
| 7     | Ángel Di María     | Centrocampista    | 26                | 47                | 9                 | Real Madrid         |
| 8     | Enzo Pérez         | Centrocampista    | 28                | 8                 | 1                 | Benfica             |
| 9     | Gonzalo Higuaín    | Delantero         | 26                | 36                | 20                | Napoli              |
| 10    | Lionel Messi       | Delantero         | 26                | 86                | 38                | Barcelona           |
| 11    | Maxi Rodríguez     | Centrocampista    | 33                | 55                | 16                | Newell's Old Boys   |
| 12    | Agustín Orion      | Portero           | 32                | 3                 | 0                 | Boca Juniors        |
| 13    | Augusto Fernández  | Centrocampista    | 28                | 9                 | 1                 | Celta de Vigo       |
| 14    | Javier Mascherano  | Centrocampista    | 30                | 98                | 3                 | Barcelona           |
| 15    | Martín Demichelis  | Defensa           | 33                | 38                | 2                 | Manchester City     |
| 16    | Marcos Rojo        | Defensa           | 24                | 22                | 0                 | Sporting de Lisboa  |
| 17    | Federico Fernández | Defensa           | 25                | 26                | 2                 | Napoli              |
| 18    | Rodrigo Palacio    | Delantero         | 32                | 22                | 3                 | Inter de Milán      |
| 19    | Ricardo Álvarez    | Centrocampista    | 26                | 7                 | 1                 | Inter de Milán      |
| 20    | Sergio Agüero      | Delantero         | 26                | 51                | 21                | Manchester City     |
| 21    | Mariano Andújar    | Portero           | 30                | 10                | 0                 | Catania             |
| 22    | Ezequiel Lavezzi   | Delantero         | 29                | 31                | 4                 | París Saint-Germain |
| 23    | José Basanta       | Defensa           | 30                | 10                | 0                 | Monterrey           |
| D. T. | Alejandro Sabella  | Alejandro Sabella | Alejandro Sabella | Alejandro Sabella | Alejandro Sabella | Alejandro Sabella   |

#### Bosnia Herzegovina
| #     | Nombre             | Posición       | Edad        | PJ Sel      | G           | Club                   |
| ----- | ------------------ | -------------- | ----------- | ----------- | ----------- | ---------------------- |
| 1     | Asmir Begović      | Portero        | 26          | 30          | 0           | Stoke City             |
| 2     | Avdija Vršajević   | Centrocampista | 28          | 13          | 0           | Hajduk Split           |
| 3     | Ermin Bičakčić     | Defensa        | 24          | 7           | 1           | Eintracht Braunschweig |
| 4     | Emir Spahić        | Defensa        | 33          | 74          | 3           | Bayer Leverkusen       |
| 5     | Sead Kolašinac     | Defensa        | 20          | 4           | 0           | Schalke 04             |
| 6     | Ognjen Vranješ     | Defensa        | 24          | 13          | 0           | Elazığspor             |
| 7     | Muhamed Bešić      | Centrocampista | 21          | 9           | 0           | Ferencváros            |
| 8     | Miralem Pjanić     | Centrocampista | 24          | 48          | 8           | Roma                   |
| 9     | Vedad Ibišević     | Delantero      | 29          | 55          | 20          | Stuttgart              |
| 10    | Zvjezdan Misimović | Centrocampista | 32          | 81          | 25          | Guizhou Renhe          |
| 11    | Edin Džeko         | Delantero      | 28          | 62          | 35          | Manchester City        |
| 12    | Jasmin Fejzić      | Portero        | 28          | 0           | 0           | Aalen                  |
| 13    | Mensur Mujdža      | Centrocampista | 30          | 24          | 0           | Friburgo               |
| 14    | Tino-Sven Sušić    | Centrocampista | 22          | 2           | 0           | Hajduk Split           |
| 15    | Toni Šunjić        | Defensa        | 25          | 7           | 0           | Zorya Lugansk          |
| 16    | Senad Lulić        | Centrocampista | 28          | 33          | 1           | Lazio                  |
| 17    | Senijad Ibričić    | Centrocampista | 28          | 44          | 4           | Erciyesspor            |
| 18    | Haris Medunjanin   | Centrocampista | 29          | 35          | 5           | Gaziantepspor          |
| 19    | Edin Višća         | Delantero      | 24          | 10          | 0           | Istanbul BB            |
| 20    | Izet Hajrović      | Centrocampista | 22          | 8           | 2           | Galatasaray            |
| 21    | Anel Hadžić        | Centrocampista | 24          | 2           | 0           | Sturm Graz             |
| 22    | Asmir Avdukić      | Portero        | 33          | 3           | 0           | Borac Banja Luka       |
| 23    | Sejad Salihović    | Centrocampista | 29          | 42          | 4           | Hoffenheim             |
| D. T. | Safet Sušić        | Safet Sušić    | Safet Sušić | Safet Sušić | Safet Sušić | Safet Sušić            |

#### Irán
| #     | Nombre               | Posición       | Edad           | PJ Sel         | G              | Club                   |
| ----- | -------------------- | -------------- | -------------- | -------------- | -------------- | ---------------------- |
| 1     | Rahman Ahmadi        | Portero        | 33             | 11             | 0              | Sepahan                |
| 2     | Khosro Heydari       | Defensa        | 30             | 48             | 0              | Esteghlal              |
| 3     | Ehsan Hajsafi        | Centrocampista | 24             | 59             | 3              | Sepahan                |
| 4     | Jalal Hosseini       | Defensa        | 32             | 84             | 6              | Persépolis             |
| 5     | Amir Hossein Sadeghi | Defensa        | 32             | 15             | 1              | Esteghlal              |
| 6     | Javad Nekounam       | Centrocampista | 33             | 138            | 37             | Al-Kuwait              |
| 7     | Masoud Shojaei       | Delantero      | 30             | 50             | 5              | Las Palmas             |
| 8     | Reza Haghighi        | Centrocampista | 25             | 7              | 0              | Persépolis             |
| 9     | Alireza Jahanbakhsh  | Delantero      | 20             | 6              | 1              | NEC                    |
| 10    | Karim Ansarifard     | Delantero      | 24             | 41             | 9              | Tractor Sazi           |
| 11    | Ghasem Hadadifar     | Centrocampista | 30             | 17             | 0              | Zob Ahan               |
| 12    | Alireza Haghighi     | Portero        | 26             | 5              | 0              | Sporting Covilhã       |
| 13    | Hossein Mahini       | Defensa        | 27             | 22             | 0              | Persépolis             |
| 14    | Andranik Teymourian  | Centrocampista | 31             | 78             | 8              | Esteghlal              |
| 15    | Pejman Montazeri     | Defensa        | 30             | 21             | 1              | Umm-Salal              |
| 16    | Reza Ghoochannejhad  | Delantero      | 26             | 14             | 10             | Charlton Athletic      |
| 17    | Ahmad Alenemeh       | Defensa        | 31             | 9              | 1              | Naft Tehran            |
| 18    | Bakhtiar Rahmani     | Centrocampista | 22             | 3              | 0              | Foolad                 |
| 19    | Hashem Beikzadeh     | Defensa        | 30             | 17             | 1              | Esteghlal              |
| 20    | Steven Beitashour    | Defensa        | 27             | 6              | 0              | Vancouver Whitecaps    |
| 21    | Ashkan Dejagah       | Delantero      | 27             | 14             | 4              | Fulham                 |
| 22    | Daniel Davari        | Portero        | 26             | 4              | 0              | Eintracht Braunschweig |
| 23    | Mehrdad Pooladi      | Defensa        | 27             | 20             | 0              | Persépolis             |
| D. T. | Carlos Queiroz       | Carlos Queiroz | Carlos Queiroz | Carlos Queiroz | Carlos Queiroz | Carlos Queiroz         |

#### Nigeria
| #     | Nombre            | Posición       | Edad          | PJ Sel        | G             | Club               |
| ----- | ----------------- | -------------- | ------------- | ------------- | ------------- | ------------------ |
| 1     | Vincent Enyeama   | Portero        | 31            | 91            | 0             | Lille              |
| 2     | Joseph Yobo       | Defensa        | 33            | 97            | 7             | Norwich City       |
| 3     | Ejike Uzoenyi     | Centrocampista | 22            | 20            | 3             | Enugu Rangers      |
| 4     | Reuben Gabriel    | Centrocampista | 23            | 11            | 0             | Waasland-Beveren   |
| 5     | Efe Ambrose       | Defensa        | 25            | 37            | 1             | Celtic             |
| 6     | Azubuike Egwuekwe | Defensa        | 24            | 31            | 1             | Warri Wolves       |
| 7     | Ahmed Musa        | Delantero      | 21            | 37            | 5             | CSKA Moscú         |
| 8     | Peter Odemwingie  | Delantero      | 32            | 61            | 10            | Stoke City         |
| 9     | Emmanuel Emenike  | Delantero      | 27            | 23            | 9             | Fenerbahçe         |
| 10    | John Obi Mikel    | Centrocampista | 27            | 59            | 4             | Chelsea            |
| 11    | Victor Moses      | Centrocampista | 23            | 22            | 7             | Liverpool          |
| 12    | Kunle Odunlami    | Defensa        | 23            | 11            | 0             | Sunshine Stars     |
| 13    | Juwon Oshaniwa    | Defensa        | 23            | 10            | 0             | Ashdod             |
| 14    | Godfrey Oboabona  | Defensa        | 23            | 35            | 1             | Rizespor           |
| 15    | Ramón Azeez       | Centrocampista | 21            | 2             | 0             | Almería            |
| 16    | Austin Ejide      | Portero        | 30            | 31            | 0             | Hapoel Be'er Sheva |
| 17    | Ogenyi Onazi      | Centrocampista | 21            | 21            | 1             | Lazio              |
| 18    | Michel Babatunde  | Delantero      | 21            | 5             | 0             | Volyn Lutsk        |
| 19    | Uche Nwofor       | Delantero      | 22            | 6             | 3             | Heerenveen         |
| 20    | Michael Uchebo    | Delantero      | 24            | 4             | 1             | Círculo de Brujas  |
| 21    | Chigozie Agbim    | Portero        | 29            | 14            | 0             | Gombe United       |
| 22    | Kenneth Omeruo    | Defensa        | 20            | 17            | 0             | Middlesbrough      |
| 23    | Shola Ameobi      | Delantero      | 32            | 7             | 2             | Newcastle United   |
| D. T. | Stephen Keshi     | Stephen Keshi  | Stephen Keshi | Stephen Keshi | Stephen Keshi | Stephen Keshi      |

### Grupo G

#### Alemania
| #     | Nombre                 | Posición       | Edad        | PJ Sel      | G           | Club                     |
| ----- | ---------------------- | -------------- | ----------- | ----------- | ----------- | ------------------------ |
| 1     | Manuel Neuer           | Portero        | 28          | 45          | 0           | Bayern Múnich            |
| 2     | Kevin Großkreutz       | Defensa        | 25          | 5           | 0           | Borussia Dortmund        |
| 3     | Matthias Ginter        | Defensa        | 20          | 2           | 0           | Friburgo                 |
| 4     | Benedikt Höwedes       | Defensa        | 26          | 21          | 2           | Schalke 04               |
| 5     | Mats Hummels           | Defensa        | 25          | 30          | 2           | Borussia Dortmund        |
| 6     | Sami Khedira           | Centrocampista | 27          | 46          | 4           | Real Madrid              |
| 7     | Bastian Schweinsteiger | Centrocampista | 29          | 102         | 23          | Bayern Múnich            |
| 8     | Mesut Özil             | Centrocampista | 25          | 55          | 17          | Arsenal                  |
| 9     | André Schürrle         | Delantero      | 23          | 33          | 13          | Chelsea                  |
| 10    | Lukas Podolski         | Delantero      | 29          | 114         | 47          | Arsenal                  |
| 11    | Miroslav Klose         | Delantero      | 36          | 132         | 69          | Lazio                    |
| 12    | Ron-Robert Zieler      | Portero        | 25          | 3           | 0           | Hannover 96              |
| 13    | Thomas Müller          | Delantero      | 24          | 49          | 17          | Bayern Múnich            |
| 14    | Julian Draxler         | Centrocampista | 20          | 11          | 1           | Schalke 04               |
| 15    | Erik Durm              | Defensa        | 22          | 1           | 0           | Borussia Dortmund        |
| 16    | Philipp Lahm           | Defensa        | 30          | 106         | 5           | Bayern Múnich            |
| 17    | Per Mertesacker        | Defensa        | 29          | 98          | 4           | Arsenal                  |
| 18    | Toni Kroos             | Centrocampista | 24          | 44          | 5           | Bayern Múnich            |
| 19    | Mario Götze            | Centrocampista | 22          | 29          | 9           | Bayern Múnich            |
| 20    | Jérôme Boateng         | Defensa        | 25          | 39          | 0           | Bayern Múnich            |
| 21    | Shkodran Mustafi       | Defensa        | 22          | 1           | 0           | Sampdoria                |
| 22    | Roman Weidenfeller     | Portero        | 33          | 3           | 0           | Borussia Dortmund        |
| 23    | Christoph Kramer       | Centrocampista | 23          | 2           | 0           | Borussia Mönchengladbach |
| D. T. | Joachim Löw            | Joachim Löw    | Joachim Löw | Joachim Löw | Joachim Löw | Joachim Löw              |

#### Portugal
| #     | Nombre            | Posición       | Edad        | PJ Sel      | G           | Club                     |
| ----- | ----------------- | -------------- | ----------- | ----------- | ----------- | ------------------------ |
| 1     | Eduardo           | Portero        | 31          | 34          | 0           | Braga                    |
| 2     | Bruno Alves       | Defensa        | 32          | 72          | 10          | Fenerbahçe               |
| 3     | Pepe              | Defensa        | 31          | 57          | 3           | Real Madrid              |
| 4     | Miguel Veloso     | Centrocampista | 28          | 48          | 2           | Dinamo de Kiev           |
| 5     | Fábio Coentrão    | Defensa        | 26          | 44          | 3           | Real Madrid              |
| 6     | William Carvalho  | Centrocampista | 22          | 3           | 0           | Sporting de Lisboa       |
| 7     | Cristiano Ronaldo | Delantero      | 29          | 110         | 49          | Real Madrid              |
| 8     | João Moutinho     | Centrocampista | 27          | 67          | 2           | Mónaco                   |
| 9     | Hugo Almeida      | Delantero      | 30          | 54          | 17          | Beşiktaş                 |
| 10    | Vieirinha         | Delantero      | 28          | 8           | 0           | Wolfsburgo               |
| 11    | Éder              | Delantero      | 26          | 8           | 0           | Braga                    |
| 12    | Rui Patrício      | Portero        | 26          | 29          | 0           | Sporting de Lisboa       |
| 13    | Ricardo Costa     | Defensa        | 33          | 18          | 1           | Valencia                 |
| 14    | Luís Neto         | Defensa        | 26          | 8           | 0           | Zenit de San Petersburgo |
| 15    | Rafa Silva        | Centrocampista | 21          | 3           | 0           | Braga                    |
| 16    | Raul Meireles     | Centrocampista | 31          | 73          | 10          | Fenerbahçe               |
| 17    | Nani              | Delantero      | 27          | 74          | 14          | Manchester United        |
| 18    | Silvestre Varela  | Delantero      | 29          | 23          | 4           | Porto                    |
| 19    | André Almeida     | Defensa        | 23          | 4           | 0           | Benfica                  |
| 20    | Rúben Amorim      | Centrocampista | 29          | 12          | 0           | Benfica                  |
| 21    | João Pereira      | Defensa        | 30          | 36          | 0           | Valencia                 |
| 22    | Beto Bastos       | Portero        | 32          | 7           | 0           | Sevilla                  |
| 23    | Hélder Postiga    | Delantero      | 31          | 68          | 27          | Lazio                    |
| D. T. | Paulo Bento       | Paulo Bento    | Paulo Bento | Paulo Bento | Paulo Bento | Paulo Bento              |

#### Ghana
| #     | Nombre                 | Posición       | Edad          | PJ Sel        | G             | Club                  |
| ----- | ---------------------- | -------------- | ------------- | ------------- | ------------- | --------------------- |
| 1     | Steven Adams           | Portero        | 24            | 6             | 0             | Aduana Stars          |
| 2     | Samuel Inkoom          | Defensa        | 25            | 46            | 1             | Platanias             |
| 3     | Asamoah Gyan           | Delantero      | 28            | 78            | 39            | Al-Ain                |
| 4     | Daniel Opare           | Defensa        | 23            | 16            | 0             | Standard Lieja        |
| 5     | Michael Essien         | Centrocampista | 31            | 57            | 9             | Milán                 |
| 6     | Afriyie Acquah         | Centrocampista | 22            | 5             | 1             | Parma                 |
| 7     | Christian Atsu         | Centrocampista | 22            | 23            | 4             | Vitesse               |
| 8     | Emmanuel Agyemang-Badu | Centrocampista | 23            | 48            | 7             | Udinese               |
| 9     | Kevin-Prince Boateng   | Delantero      | 27            | 13            | 2             | Schalke 04            |
| 10    | André Ayew             | Centrocampista | 24            | 48            | 4             | Olympique de Marsella |
| 11    | Sulley Muntari         | Centrocampista | 29            | 81            | 21            | Milán                 |
| 12    | Adam Kwarasey          | Portero        | 26            | 21            | 0             | Strømsgodset          |
| 13    | Jordan Ayew            | Delantero      | 22            | 13            | 5             | Sochaux               |
| 14    | Albert Adomah          | Centrocampista | 26            | 15            | 1             | Middlesbrough         |
| 15    | Rashid Sumaila         | Defensa        | 21            | 8             | 0             | Mamelodi Sundowns     |
| 16    | Fatau Dauda            | Portero        | 29            | 18            | 0             | Orlando Pirates       |
| 17    | Mohammed Rabiu         | Centrocampista | 24            | 17            | 0             | Kubán Krasnodar       |
| 18    | Majeed Waris           | Delantero      | 22            | 13            | 3             | Valenciennes          |
| 19    | Jonathan Mensah        | Defensa        | 23            | 26            | 1             | Évian Thonon Gaillard |
| 20    | Kwadwo Asamoah         | Centrocampista | 25            | 62            | 4             | Juventus              |
| 21    | John Boye              | Defensa        | 27            | 30            | 3             | Stade Rennes          |
| 22    | Wakaso Mubarak         | Centrocampista | 23            | 17            | 7             | Rubin Kazán           |
| 23    | Harrison Afful         | Defensa        | 27            | 41            | 0             | Espérance de Tunis    |
| D. T. | Akwasi Appiah          | Akwasi Appiah  | Akwasi Appiah | Akwasi Appiah | Akwasi Appiah | Akwasi Appiah         |

#### Estados Unidos
| #     | Nombre            | Posición         | Edad             | PJ Sel           | G                | Club                 |
| ----- | ----------------- | ---------------- | ---------------- | ---------------- | ---------------- | -------------------- |
| 1     | Tim Howard        | Portero          | 35               | 99               | 0                | Everton              |
| 2     | DeAndre Yedlin    | Defensa          | 20               | 4                | 0                | Seattle Sounders     |
| 3     | Omar González     | Defensa          | 25               | 20               | 0                | Los Angeles Galaxy   |
| 4     | Michael Bradley   | Centrocampista   | 26               | 85               | 12               | Toronto              |
| 5     | Matt Besler       | Defensa          | 27               | 17               | 0                | Sporting Kansas City |
| 6     | John Brooks       | Defensa          | 21               | 4                | 0                | Hertha Berlín        |
| 7     | DaMarcus Beasley  | Defensa          | 32               | 116              | 17               | Puebla               |
| 8     | Clint Dempsey     | Delantero        | 31               | 104              | 36               | Seattle Sounders     |
| 9     | Aron Jóhannsson   | Delantero        | 23               | 8                | 2                | AZ                   |
| 10    | Mix Diskerud      | Centrocampista   | 23               | 20               | 3                | Rosenborg            |
| 11    | Alejandro Bedoya  | Centrocampista   | 27               | 27               | 1                | Nantes               |
| 12    | Brad Guzan        | Portero          | 29               | 25               | 0                | Aston Villa          |
| 13    | Jermaine Jones    | Centrocampista   | 32               | 44               | 2                | Beşiktaş             |
| 14    | Brad Davis        | Centrocampista   | 32               | 16               | 0                | Houston Dynamo       |
| 15    | Kyle Beckerman    | Centrocampista   | 32               | 37               | 1                | Real Salt Lake       |
| 16    | Julian Green      | Centrocampista   | 19               | 2                | 0                | Bayern Múnich        |
| 17    | Jozy Altidore     | Delantero        | 24               | 69               | 22               | Sunderland           |
| 18    | Chris Wondolowski | Delantero        | 31               | 20               | 9                | San Jose Earthquakes |
| 19    | Graham Zusi       | Delantero        | 27               | 23               | 3                | Sporting Kansas City |
| 20    | Geoff Cameron     | Defensa          | 28               | 27               | 1                | Stoke City           |
| 21    | Tim Chandler      | Defensa          | 24               | 13               | 0                | Núremberg            |
| 22    | Nick Rimando      | Portero          | 34               | 14               | 0                | Real Salt Lake       |
| 23    | Fabian Johnson    | Defensa          | 26               | 22               | 1                | Hoffenheim           |
| D. T. | Jürgen Klinsmann  | Jürgen Klinsmann | Jürgen Klinsmann | Jürgen Klinsmann | Jürgen Klinsmann | Jürgen Klinsmann     |

### Grupo H

#### Bélgica
| #     | Nombre               | Posición       | Edad         | PJ Sel       | G            | Club                     |
| ----- | -------------------- | -------------- | ------------ | ------------ | ------------ | ------------------------ |
| 1     | Thibaut Courtois     | Portero        | 22           | 17           | 0            | Atlético de Madrid       |
| 2     | Toby Alderweireld    | Defensa        | 25           | 34           | 1            | Atlético de Madrid       |
| 3     | Thomas Vermaelen     | Defensa        | 28           | 47           | 1            | Arsenal                  |
| 4     | Vincent Kompany      | Defensa        | 28           | 59           | 4            | Manchester City          |
| 5     | Jan Vertonghen       | Defensa        | 27           | 56           | 4            | Tottenham Hotspur        |
| 6     | Axel Witsel          | Centrocampista | 25           | 48           | 5            | Zenit de San Petersburgo |
| 7     | Kevin De Bruyne      | Centrocampista | 22           | 21           | 4            | Wolfsburgo               |
| 8     | Marouane Fellaini    | Centrocampista | 26           | 50           | 8            | Manchester United        |
| 9     | Romelu Lukaku        | Delantero      | 21           | 29           | 6            | Everton                  |
| 10    | Eden Hazard          | Delantero      | 23           | 45           | 6            | Chelsea                  |
| 11    | Kevin Mirallas       | Delantero      | 26           | 44           | 9            | Everton                  |
| 12    | Simon Mignolet       | Portero        | 26           | 14           | 0            | Liverpool                |
| 13    | Sammy Bossut         | Portero        | 28           | 0            | 0            | Zulte Waregem            |
| 14    | Dries Mertens        | Delantero      | 27           | 25           | 3            | Napoli                   |
| 15    | Daniel van Buyten    | Defensa        | 36           | 79           | 10           | Bayern Múnich            |
| 16    | Steven Defour        | Centrocampista | 26           | 43           | 2            | Porto                    |
| 17    | Divock Origi         | Delantero      | 19           | 2            | 0            | Lille                    |
| 18    | Nicolas Lombaerts    | Defensa        | 29           | 25           | 2            | Zenit de San Petersburgo |
| 19    | Mousa Dembélé        | Centrocampista | 26           | 57           | 5            | Tottenham Hotspur        |
| 20    | Adnan Januzaj        | Centrocampista | 19           | 1            | 0            | Manchester United        |
| 21    | Anthony Vanden Borre | Defensa        | 26           | 25           | 1            | Anderlecht               |
| 22    | Nacer Chadli         | Centrocampista | 24           | 20           | 2            | Tottenham Hotspur        |
| 23    | Laurent Ciman        | Defensa        | 28           | 8            | 0            | Standard Lieja           |
| D. T. | Marc Wilmots         | Marc Wilmots   | Marc Wilmots | Marc Wilmots | Marc Wilmots | Marc Wilmots             |

#### Argelia
| #     | Nombre              | Posición          | Edad              | PJ Sel            | G                 | Club               |
| ----- | ------------------- | ----------------- | ----------------- | ----------------- | ----------------- | ------------------ |
| 1     | Cédric Si Mohamed   | Portero           | 29                | 1                 | 0                 | Constantine        |
| 2     | Madjid Bougherra    | Defensa           | 31                | 62                | 4                 | Lekhwiya           |
| 3     | Faouzi Ghoulam      | Defensa           | 23                | 6                 | 0                 | Napoli             |
| 4     | Essaïd Belkalem     | Defensa           | 25                | 13                | 1                 | Watford            |
| 5     | Rafik Halliche      | Defensa           | 27                | 29                | 1                 | Académica          |
| 6     | Djamel Mesbah       | Defensa           | 29                | 26                | 0                 | Livorno            |
| 7     | Hassan Yebda        | Centrocampista    | 30                | 25                | 2                 | Udinese            |
| 8     | Mehdi Lacen         | Centrocampista    | 30                | 30                | 0                 | Getafe             |
| 9     | Nabil Ghilas        | Delantero         | 24                | 5                 | 2                 | Porto              |
| 10    | Sofiane Feghouli    | Delantero         | 24                | 19                | 5                 | Valencia           |
| 11    | Yacine Brahimi      | Centrocampista    | 24                | 6                 | 0                 | Granada            |
| 12    | Carl Medjani        | Defensa           | 29                | 26                | 1                 | Valenciennes       |
| 13    | Islam Slimani       | Delantero         | 25                | 20                | 10                | Sporting de Lisboa |
| 14    | Nabil Bentaleb      | Centrocampista    | 19                | 3                 | 1                 | Tottenham Hotspur  |
| 15    | Hillel Soudani      | Delantero         | 26                | 22                | 11                | Dinamo Zagreb      |
| 16    | Mohamed Zemmamouche | Portero           | 29                | 7                 | 0                 | USM Alger          |
| 17    | Liassine Cadamuro   | Defensa           | 26                | 7                 | 0                 | Mallorca           |
| 18    | Abdelmoumene Djabou | Delantero         | 27                | 8                 | 1                 | Africain           |
| 19    | Saphir Taïder       | Centrocampista    | 22                | 11                | 3                 | Inter de Milán     |
| 20    | Aïssa Mandi         | Defensa           | 22                | 2                 | 0                 | Stade de Reims     |
| 21    | Riyad Mahrez        | Delantero         | 23                | 2                 | 0                 | Leicester City     |
| 22    | Mehdi Mostefa       | Centrocampista    | 30                | 23                | 0                 | Ajaccio            |
| 23    | Raïs M'Bolhi        | Portero           | 28                | 28                | 0                 | CSKA Sofía         |
| D. T. | Vahid Halilhodžić   | Vahid Halilhodžić | Vahid Halilhodžić | Vahid Halilhodžić | Vahid Halilhodžić | Vahid Halilhodžić  |

#### Rusia
| #     | Nombre              | Posición       | Edad          | PJ Sel        | G             | Club                     |
| ----- | ------------------- | -------------- | ------------- | ------------- | ------------- | ------------------------ |
| 1     | Ígor Akinféyev      | Portero        | 28            | 69            | 0             | CSKA Moscú               |
| 2     | Alekséi Kozlov      | Defensa        | 27            | 11            | 0             | Dinamo Moscú             |
| 3     | Gueorgui Schénnikov | Defensa        | 23            | 4             | 0             | CSKA Moscú               |
| 4     | Serguéi Ignashévich | Defensa        | 34            | 98            | 5             | CSKA Moscú               |
| 5     | Andréi Semiónov     | Defensa        | 25            | 1             | 0             | Terek Grozny             |
| 6     | Maksim Kanúnnikov   | Delantero      | 22            | 2             | 0             | Amkar Perm               |
| 7     | Ígor Denísov        | Centrocampista | 30            | 44            | 0             | Dinamo Moscú             |
| 8     | Denís Glushakov     | Centrocampista | 27            | 26            | 3             | Spartak de Moscú         |
| 9     | Aleksandr Kokorin   | Delantero      | 23            | 22            | 5             | Dinamo Moscú             |
| 10    | Alán Dzagóyev       | Centrocampista | 23            | 33            | 8             | CSKA Moscú               |
| 11    | Aleksandr Kerzhakov | Delantero      | 31            | 81            | 25            | Zenit de San Petersburgo |
| 12    | Yuri Lodyguin       | Portero        | 24            | 3             | 0             | Zenit de San Petersburgo |
| 13    | Vladímir Granat     | Defensa        | 27            | 5             | 0             | Dinamo Moscú             |
| 14    | Vasili Berezutski   | Defensa        | 31            | 78            | 4             | CSKA Moscú               |
| 15    | Pável Moguilévets   | Centrocampista | 21            | 1             | 0             | Rubin Kazán              |
| 16    | Sergei Ryzhikov     | Portero        | 33            | 1             | 0             | Rubin Kazán              |
| 17    | Oleg Shátov         | Centrocampista | 23            | 7             | 2             | Zenit de San Petersburgo |
| 18    | Yuri Zhirkov        | Centrocampista | 30            | 61            | 1             | Dinamo Moscú             |
| 19    | Aleksandr Samédov   | Delantero      | 29            | 17            | 3             | Lokomotiv Moscú          |
| 20    | Víktor Faizulin     | Centrocampista | 28            | 19            | 4             | Zenit de San Petersburgo |
| 21    | Alekséi Iónov       | Delantero      | 25            | 5             | 0             | Dinamo Moscú             |
| 22    | Andréi Yéschenko    | Defensa        | 30            | 12            | 0             | Anzhí Majachkalá         |
| 23    | Dmitri Kombárov     | Defensa        | 27            | 23            | 1             | Spartak de Moscú         |
| D. T. | Fabio Capello       | Fabio Capello  | Fabio Capello | Fabio Capello | Fabio Capello | Fabio Capello            |

#### Corea del Sur
| #     | Nombre          | Posición       | Edad          | PJ Sel        | G             | Club                    |
| ----- | --------------- | -------------- | ------------- | ------------- | ------------- | ----------------------- |
| 1     | Jung Sung-ryong | Portero        | 29            | 61            | 0             | Suwon Samsung Bluewings |
| 2     | Kim Chang-soo   | Defensa        | 28            | 9             | 0             | Kashiwa Reysol          |
| 3     | Yun Suk-young   | Defensa        | 24            | 4             | 0             | Queens Park Rangers     |
| 4     | Kwak Tae-hwi    | Defensa        | 32            | 35            | 5             | Al-Hilal                |
| 5     | Kim Young-gwon  | Defensa        | 24            | 21            | 1             | Guangzhou Evergrande    |
| 6     | Hwang Seok-ho   | Defensa        | 24            | 3             | 0             | Sanfrecce Hiroshima     |
| 7     | Kim Bo-kyung    | Centrocampista | 24            | 28            | 3             | Cardiff City            |
| 8     | Ha Dae-sung     | Centrocampista | 29            | 13            | 0             | Beijing Guoan           |
| 9     | Son Heung-min   | Centrocampista | 21            | 25            | 6             | Bayer Leverkusen        |
| 10    | Park Chu-young  | Delantero      | 28            | 63            | 24            | Watford                 |
| 11    | Lee Keun-ho     | Delantero      | 29            | 63            | 18            | Sangju Sangmu           |
| 12    | Lee Yong        | Defensa        | 27            | 12            | 0             | Ulsan Hyundai           |
| 13    | Koo Ja-cheol    | Delantero      | 25            | 37            | 12            | Mainz 05                |
| 14    | Han Kook-young  | Centrocampista | 24            | 10            | 0             | Kashiwa Reysol          |
| 15    | Park Jong-woo   | Centrocampista | 25            | 10            | 0             | Guangzhou R&F           |
| 16    | Ki Sung-yueng   | Centrocampista | 25            | 59            | 5             | Sunderland              |
| 17    | Lee Chung-yong  | Centrocampista | 25            | 55            | 6             | Bolton Wanderers        |
| 18    | Kim Shin-wook   | Delantero      | 26            | 27            | 3             | Ulsan Hyundai           |
| 19    | Ji Dong-won     | Centrocampista | 23            | 28            | 8             | Augsburgo               |
| 20    | Hong Jeong-ho   | Defensa        | 24            | 25            | 1             | Augsburgo               |
| 21    | Kim Seung-gyu   | Portero        | 23            | 5             | 0             | Ulsan Hyundai           |
| 22    | Park Joo-ho     | Defensa        | 27            | 14            | 0             | Mainz 05                |
| 23    | Lee Bum-young   | Portero        | 25            | 0             | 0             | Busan IPark             |
| D. T. | Hong Myung-bo   | Hong Myung-bo  | Hong Myung-bo | Hong Myung-bo | Hong Myung-bo | Hong Myung-bo           |